# مینامی-کو، هاماماتسو
می‌نامی-کو، هاماماتسو (به لاتین: Minami-ku, Hamamatsu) یک منطقهٔ مسکونی در ژاپن است که در هاماماتسو واقع شده‌است. می‌نامی-کو ۴۷٫۰۲ کیلومترمربع مساحت و ۱۰۲٬۰۹۸ نفر جمعیت دارد.